# 찹쌀도넛
찹쌀도넛은 반죽에 찹쌀가루를 섞어 만든 작고 동그란 한국형 도넛이다. 팥소가 들어가 있기도 하며, 겉이 쫄깃쫄깃하다.

## 만들기
밀가루와 불린 찹쌀가루, 설탕, 소금, 베이킹파우더 등을 섞어 체에 내리고, 익반죽한다. 단팥소를 넣어 동그란 모양으로 빚는다. 달군 기름에 도넛을 넣어 갈색이 나도록 튀겨 내고, 뜨거울 때 설탕과 계핏가루를 섞은 것을 묻힌다.

## 같이 보기
- 꽈배기
- 도넛